# Монітор (синхронізація)
Монітор — в мовах програмування, це високорівнева конструкція для отримання ексклюзивного доступу до спільних ресурсів.
Монітор реалізується за допомогою м'ютекса та умовних змінних.
Монітор був винайдений П.Б. Хансеном та Тоні Гоаром та вперше був застосований в мові Concurrent Pascal.

## М'ютекс
Монітор гарантує ексклюзивний доступ до класу, об'єкта чи модуля за допомогою використання м'ютекса.
Приклад об'єкта, що гарантує безпечний доступ до банківського рахунку:
```
monitor
 
class
 
Account
 
{

  
private
 
int
 
balance
 
:=
 
0

  
invariant
 
balance
 
>=
 
0

  
public
 
method
 
boolean
 
withdraw
(
int
 
amount
)

     
precondition
 
amount
 
>=
 
0

  
{

    
if
 
balance
 
<
 
amount
 
then
 
return
 
false

    
else
 
{
 
balance
 
:=
 
balance
 
-
 
amount
 
;
 
return
 
true
 
}

  
}

  
public
 
method
 
deposit
(
int
 
amount
)

     
precondition
 
amount
 
>=
 
0

  
{

    
balance
 
:=
 
balance
 
+
 
amount

  
}

}

```

Під час виконання потоком метода такого об'єкта, кажуть, що потік займає (чи заблоковує) об'єкт, отримуючи його м'ютекс (lock).
У кожен конкретний момент часу не більше одного потоку може виконувати код цього об'єкта.
monitor є синтаксичним цукром для того, щоб не писати код захвату/вивільнення м'ютекса.

## Умовні змінні
Якщо метод монітора має дочекатись деякої умови, що встановлюється методом того самого монітора в іншому потоці, то цей метод повинен:
1. тимчасово звільнити м'ютекс та очікувати (призупинити своє виконання),
2. після зміни умови отримати м'ютекс назад та бути оповіщеним (пробудженим).

Така функціональність реалізується за допомогою змінних умови (умовна змінна).
Технічно, умовна змінна є списком потоків, що очікують на дану умову. Поки потік очікує на умовну змінну, він не може зайняти монітор. 
Єдиними операціями можливими над умовною змінною є: очікування та оповіщення. 
Блокуюча умовна змінна — рання реалізація (реалізація Гоара), що при оповіщенні умовної змінної, негайно активізує потік очікування та віддає йому м'ютекс. Ця реалізація технічно складна, і її єдина перевага в тому, що оповіщений потік може бути впевненим, що умова ще чинна.
Неблокуюча умовна змінна — пізніша реалізація (реалізація Mesa) дозволяє потоку, що сповіщає завершити метод монітора, а аж потім пробудити потік очікування. Це реалізація простіша, але вона не гарантує чинності умови в момент пробудження потоку, оскільки умова могла після першої зміни знову змінитись.
Тому, в коді очікування потрібно писати while test do wait(cv) замість if test then wait(cv).

## Поширення
Монітори підтримують мови програмування:
- Ada
- C#
- C++ починаючи з C++11
- D
- Delphi
- Java
- Python
- Ruby